# Rue Émile-Chaine
La rue Émile-Chaine est une voie du 18e arrondissement de Paris, en France.

## Situation et accès
La rue Émile-Chaine est une voie publique située dans le 18e arrondissement de Paris. Elle débute au 99, rue des Poissonniers et se termine au 24, rue Boinod.

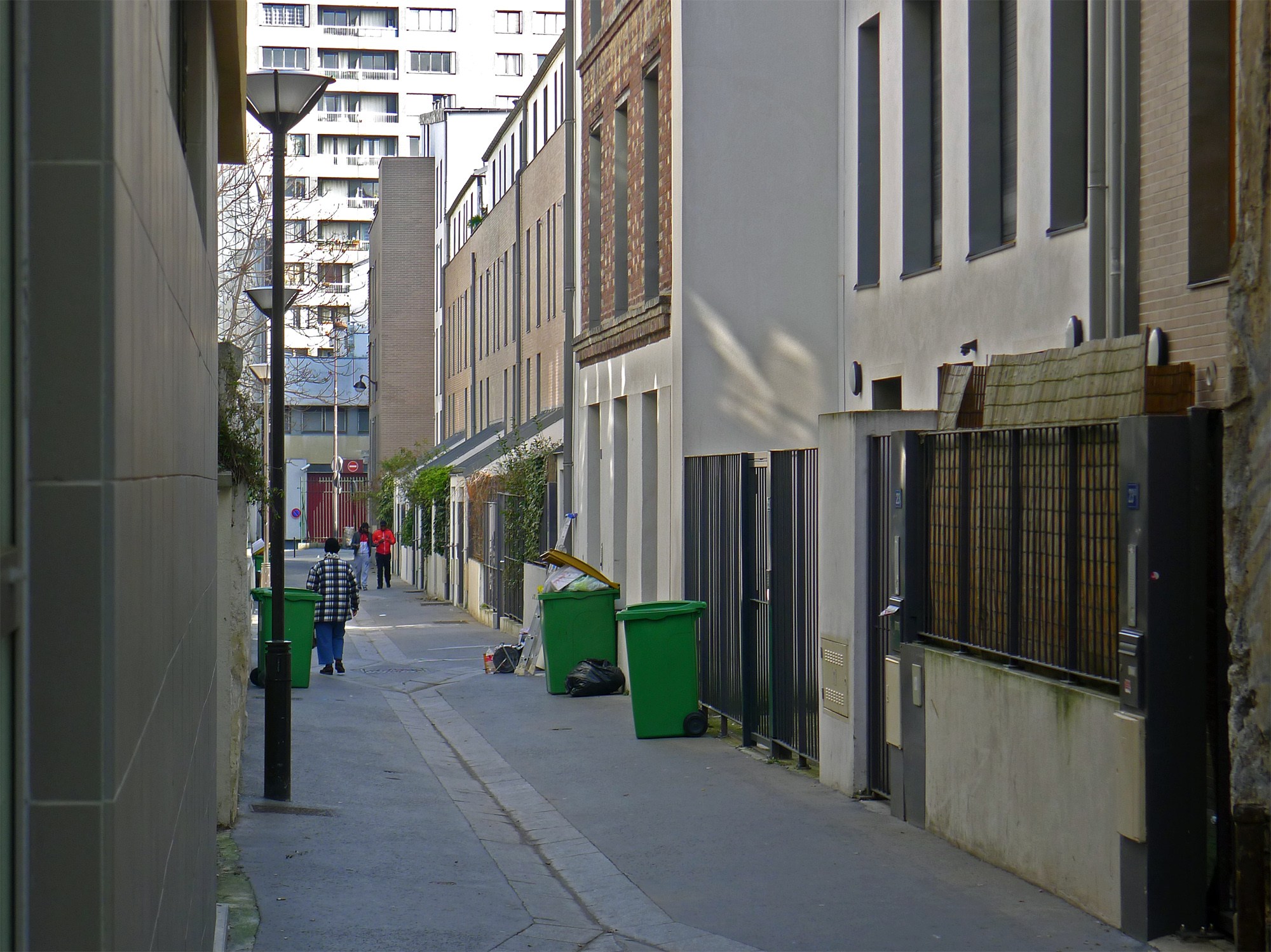
Autre vue de la rue.

## Origine du nom
La rue tire son nom de celui d'un ancien  propriétaire.

## Historique
Cette rue, qui était une partie de la cité Traëger avant 1912, a été classée dans la voirie parisienne par un arrêté municipal du 23 avril 1990.